# Arteria gastro-omental izquierda

Suministro sanguíneo al estómago: arteria gástrica izquierda y derecha, arteria gastro-omental izquierda y derecha, y arterias gástricas cortas.

La arteria gastro-omental izquierda, también llamada arteria gastroepiploica izquierda es una arteria que se origina en la arteria esplénica, la más grande de sus ramas.

## Trayecto
Discurre de izquierda a derecha a aproximadamente un dedo de distancia o más de la curvatura mayor del estómago, entre las capas del omento mayor (epiplón mayor), y se anastomosa con la arteria gastro-omental derecha.

## Ramas
Según el Diccionario enciclopédico ilustrado de medicina Dorland, 27.ª edición, presenta como ramas:
- Rama gástrica.[2]
- Rama epiploica.[2]

Según Anatomía de Gray, en su curso emite:
- Ramas gástricas: varias ramas ascendentes hacia ambas superficies del estómago.
- Ramas omentales: descienden para irrigar el omento mayor y se anastomosan con ramas de la arteria cólica media.

### Ramas en la Terminología Anatómica
La Terminología Anatómica recoge las siguientes ramas:
A12.2.12.048 Ramas gástricas de la arteria gastro-omental izquierda (rami gastrici arteriae gastroomentalis sinistrae).
A12.2.12.049 Ramas omentales de la arteria gastro-omental izquierda (rami omentales arteriae gastroomentalis sinistrae).

## Distribución
Se distribuye hacia el estómago y el omento mayor.

## Imágenes adicionales

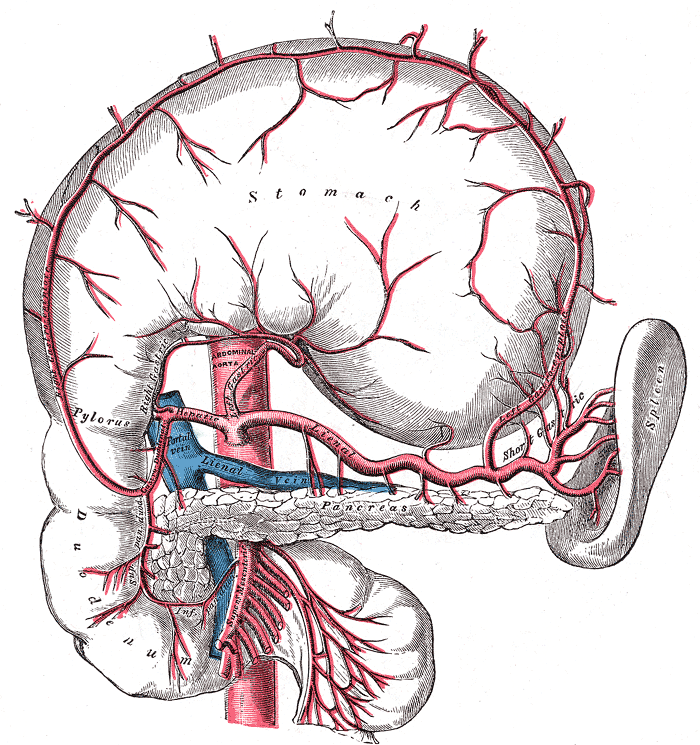
Ramas del tronco celíaco.